# Chris Mavinga
Chris Mavinga (ur. 26 maja 1991 w Meaux) – kongijski piłkarz, występuje na pozycji obrońcy w Toronto FC.

## Kariera klubowa
Od 2006 szkolił się w szkółce piłkarskiej Paris Saint-Germain. W grudniu 2010 zadebiutował w drużynie zawodowej KRC Genk na szczeblu Jupiler Pro League. 18 października 2012 roku został wezwany przez Koleżeńskiego Francuskiej Federacji Piłki Nożnej wraz z Yann M’Vila, Antoine Griezmann, Wissam Ben Yedder i M’Baye Niang po Night Out (Klub Paryż), trzy dni przed decydującym meczu o kwalifikacji zespołu Francja ma nadzieję na Euro 2013, gra jest porażka z Norwegią (3-5) i prowadzi do braku kwalifikacji zespołu Francja ma nadzieję na Euro 20.13. W dniu 8 listopada 2012 r., został zawieszony ze wszystkich drużyn narodowych selekcji od dnia 12 listopada 2012 r. do dnia 31 grudnia 2013. 7 sierpnia 2013 roku  podpisał kontrakt z Rubin Kazań. Chris grał 7 meczach w sezonie 2013-2014.
30 sierpnia 2014 roku, przeszedł na zasadzie wypożyczenia do Stade de Reims, a w 2015 do Troyes AC.
| Sezon   | Klub                  | Kraj    | Flaga   | Rozgrywki      | Mecze | Bramki | Rozgrywki Europy | Mecze | Bramki |
| ------- | --------------------- | ------- | ------- | -------------- | ----- | ------ | ---------------- | ----- | ------ |
| 2009/10 | Liverpool FC          | Anglia  | Anglia  | Premier League | 0     | 0      | -                | -     | -      |
| 2010/11 | KRC Genk (wyp.)       | Belgia  | Belgia  | Eerste Klasse  | 9     | 0      | -                | -     | -      |
| 2011/12 | Stade Rennais FC      | Francja | Francja | Ligue 1        | 14    | 0      | Liga Europy UEFA | 5     | 0      |
| 2012/13 | Stade Rennais FC      | Francja | Francja | Ligue 1        | 27    | 0      | -                | -     | -      |
| 2013/14 | Rubin Kazań           | Rosja   | Rosja   | Priemjer-Liga  | 7     | 0      | Liga Europy UEFA | 8     | 0      |
| 2014/15 | Stade de Reims (wyp.) | Francja | Francja | Ligue 1        | 9     | 0      | -                | -     | -      |
| 2015/16 | Troyes AC (wyp.)      | Francja | Francja | Ligue 1        | 20    | 0      | -                | -     | -      |
| 2016/17 | Rubin Kazań           | Rosja   | Rosja   | Priemjer-Liga  | 0     | 0      | -                | -     | -      |
| 2017    | Toronto FC            | kanada  | Kanada  | MLS            | 14    | 0      | -                | -     | -      |

Stan na: 24 lipca 2017 r.

## Sukcesy

### Klubowe
- KRC Genk
  - zwycięzca Jupiler Pro League: 2011

### Reprezentacyjne
- Francja
  - Mistrzostwa Europy U-19 w piłce nożnej: 2010